# ウェンディ・カルロス
ウェンディ・カルロス（Wendy Carlos、1939年11月14日 - ）は、アメリカ合衆国のシンセサイザー奏者、作曲家。元の名前はウォルター（Walter）で、1972年に男性から女性への性別適合手術を行った。姓は「カーロス」と表記されることもある。

## 経歴
ロードアイランド州ポータケットに生まれた。1953年、セント・ラファエル・アカデミーに入学。1958年から1962年までブラウン大学で音楽と物理学を学んだ。コロンビア大学で作曲の修士号を取得した。
1968年10月、最初のアルバムである『スウィッチト・オン・バッハ（Switched-On Bach）』を発表。モーグ・シンセサイザーを駆使したバッハ作品の演奏で、レイチェル・エルカインドのプロデュースの下、ウェストサイド・マンハッタンの地下スタジオで製作を行った。グレン・グールドも絶賛し、新しいバッハ演奏の規範として一世を風靡した。Billboard 200の10位、ビルボードのクラシカル・アルバム・チャートの1位を記録し、グラミー賞の3部門を受賞した。1969年、セカンド・アルバム『The Well-Tempered Synthesizer』を発表。
カルロスは、自分が性同一性障害であることに気付いたのは5歳か6歳のときだったという。1968年初めからホルモン療法を受け始め、カルロスの外見は徐々に変わっていった。『スウィッチト・オン・バッハ』が商業的成功を収めたことから、1972年5月、男性から女性への性別適合手術を行った。同年、3作目の『Sonic Seasonings』を発表。
1973年、ジョアン・ジルベルトのアルバム『三月の水』のレコーディング・エンジニアを務めた。
『PLAYBOY』1979年5月号におけるインタビューで性別適合手術を行ったことなど初めて私生活を明かした。「公表する媒体として『PLAYBOY』を選んだのは、常に解放運動に関わってきた雑誌だったから。私も自分自身を解放することを望んでいた」と彼女はインタビューで述べている。
商業的な成功とは別に、新しい音律や微分音への興味も高く、様々な試行の末、「α・スケール」「β・スケール」「γ・スケール」と名づけられる3つの特殊な調律の音階を考案した。
また、スタンリー・キューブリック監督の『時計じかけのオレンジ』（1971年）と『シャイニング』（1980年）、そして『トロン』（1982年）の音楽を担当した。

## 日本への影響
シンセサイザーを用いた初期の作品が日本に及ぼした影響は大きく、冨田勲は1969年に大阪市の輸入レコード店で『スウィッチト・オン・バッハ』と出会い、その2年後、モーグ・シンセサイザーを日本で初めて個人輸入した。1974年に発表した『月の光』はグラミー賞3部門にノミネートされた。
また、高橋悠治によるシンセサイザー版のバッハの『フーガの技法』から、アニメ『スペースコブラ』におけるBGMのオルガン演奏にまで影響を与えたとされている。